# Zastava M91
O Zastava M91 é um fuzil de atirador designado semiautomático com câmara para o cartucho 7,62×54mmR, desenvolvido e fabricado pela empresa Zastava Arms em Kragujevac, Sérvia. Como seu antecessor, o Zastava M76, o M91 é baseado internamente em uma versão alongada do projeto do AK-47, mas o M91 compartilha mais semelhanças externas com o fuzil de atirador designado Dragunov do que o M76. O fuzil está em serviço no exército sérvio, onde substituiu o M76, que usava o cartucho 7,92×57mm Mauser.

## História
O site da Zastava afirma que o fuzil M91 foi projetado após um longo e cuidadoso estudo de táticas de combate e experiência de forças especiais militares e policiais em todo o mundo; e que o seu desenvolvimento foi realizado sob supervisão e em estreita cooperação com algumas das unidades especiais e antiterroristas mais experientes e capazes.
A atual modernização das forças sérvias está a decorrer com base num plano concebido no final da década de 1990, conhecido como Modelo-21. Prevê a modernização de equipamentos pessoais em 26 categorias diferentes, das quais apenas cinco serão importadas do exterior. Um dos novos desenvolvimentos importantes é a introdução de uma série de sistemas desenvolvidos internamente, como o fuzil de atirador designado M91 7,62×54mmR (um requisito resultante da decisão de retirar o cartucho 7,92×57mm Mauser usado no fuzil de atirador designado Zastava M76 e na metralhadora de uso geral Zastava M53).

## Desempenho
Os melhores resultados são obtidos em distâncias de até 800 m. A distância máxima de mira oferecida pela mira telescópica óptica e mira de ferro é de 1.000 m. Para alvos de 30 cm de altura (silhueta da cabeça), o alcance efetivo é de aproximadamente 320 m, para alvos de 50 cm de altura (silhueta do peito) o alcance é de 450 m e para uma silhueta móvel de 150 cm de altura o alcance efetivo é de 650 m.

## Operadores
- Iraque[5]
- Myanmar: Cópia produzida como MAS-1 MK-II.
- Sérvia[6]
- Síria: Usado pelo Exército Sírio.
- Iêmen: Usado pelas forças da Resistência do Sul.[7]